# Raymond Borderie
 (août 2022).
Si vous disposez d'ouvrages ou d'articles de référence ou si vous connaissez des sites web de qualité traitant du thème abordé ici, merci de compléter l'article en donnant les références utiles à sa vérifiabilité et en les liant à la section « Notes et références ».
Raymond Borderie est un producteur de cinéma français, né à Paris 15e (France) le 30 mars 1897, mort à Paris 8e le 12 juillet 1982.

## Biographie
En 1923, Raymond Borderie débute au cinéma, en intégrant le département publicité de la Paramount France. En 1932, il crée une société de production de courts métrages, la Compagnie des Grands Artistes Internationaux (C.G.A.I.), et produit ainsi, en 1935, deux courts métrages de Max Ophüls (sortis en 1936). Dans l'intervalle, en 1933, pour le compte de la société Pathé-Natan, il produit son premier long métrage, Les Misérables (sorti en 1934) de Raymond Bernard. En 1937, il fonde une autre société de production, la Compagnie industrielle et commerciale cinématographique (CICC), pour laquelle il produit cette même année son deuxième long métrage (Ces dames aux chapeaux verts, de Maurice Cloche). De 1940 à 1945 — principalement donc, durant l'Occupation allemande de Paris —, il est directeur de production au sein de la Société nouvelle Pathé Cinéma et à ce titre, produit le film mythique Les Enfants du paradis (sorti en 1945) de Marcel Carné. En 1946, il prend la présidence de la CICC et, ainsi, produit Les Amants de Vérone (1949) d'André Cayatte, Le Salaire de la peur (1953) d'Henri-Georges Clouzot, ou encore Gervaise (1956) de René Clément, entre autres. Notons ici que durant sa carrière, il investira non seulement dans des films français, mais également dans des coproductions (comme La fièvre monte à El Pao, de Luis Buñuel, en 1959). Et en 1960, il fonde une nouvelle société de production et de distribution, la Prodis.
Auparavant, en 1951, Raymond Borderie produit Les loups chassent la nuit (sorti en 1952), premier long métrage réalisé par son fils, Bernard Borderie (1924-1978). D'autres suivront, dont la série des cinq « Angélique » dans les années 1960, avec Michèle Mercier (le premier étant Angélique Marquise des Anges, en 1964). Durant cette même décennie, outre les films de son fils, Raymond Borderie produit notamment deux réalisations d'André Hunebelle, en 1963 et 1964 (voir filmographie complète ci-dessous) consacrées à l'espion OSS 117, autre personnage de fiction bien connu du cinéma français. Il se retire après un dernier film produit en 1969, sorti en 1970.

## Filmographie
- 1934 : Les Misérables de Raymond Bernard (1er film : Une tempête sous un crâne ; 2e film : Les Thénardier ; 3e film : Liberté, liberté chérie)
- 1936 : Valse brillante de Chopin de Max Ophüls (court métrage)
- 1936 : Ave Maria de Schubert de Max Ophüls (court métrage)
- 1937 : Ces dames aux chapeaux verts de Maurice Cloche
- 1938 : Le Révolté de Léon Mathot
- 1938 : Le Petit Chose de Maurice Cloche
- 1938 : Éducation de prince d'Alexandre Esway
- 1939 : Le monde tremblera ou La Révolte des vivants de Richard Pottier
- 1940 : Sixième étage de Maurice Cloche
- 1941 : Le Duel de Pierre Fresnay
- 1942 : Pontcarral, colonel d'Empire de Jean Delannoy
- 1943 : Port d'attache de Jean Choux
- 1943 : Je suis avec toi d'Henri Decoin
- 1943 : La Main de l'homme de Jean Tedesco et François Ardoin (court métrage)
- 1945 : Les Enfants du paradis de Marcel Carné (1re époque : Le Boulevard du crime ; 2e époque : L'Homme blanc)
- 1945 : Seul dans la nuit de Christian Stengel
- 1946 : Le Dernier Sou d'André Cayatte
- 1946 : Les Portes de la nuit de Marcel Carné
- 1947 : Bethsabée de Léonide Moguy
- 1947 : Monsieur de Falindor de René Le Hénaff
- 1947 : Le Bataillon du ciel d'Alexandre Esway (1re époque : Ce ne sont pas des anges ; 2e époque : Terre de France)
- 1947 : Copie conforme de Jean Dréville
- 1948 : Les amoureux sont seuls au monde d'Henri Decoin
- 1948 : L'Armoire volante de Carlo Rim
- 1949 : Une si jolie petite plage d'Yves Allégret
- 1949 : Les Amants de Vérone d'André Cayatte
- 1949 : Cinq tulipes rouges de Jean Stelli
- 1949 : Au grand balcon d'Henri Decoin
- 1950 : Miquette et sa mère d'Henri-Georges Clouzot
- 1951 : Monsieur Fabre d'Henri Diamant-Berger
- 1951 : Édouard et Caroline de Jacques Becker
- 1951 : Deburau de Sacha Guitry
- 1952 : Les loups chassent la nuit de Bernard Borderie
- 1953 : Le Salaire de la peur d'Henri-Georges Clouzot
- 1953 : Les Orgueilleux d'Yves Allégret
- 1953 : La Môme vert-de-gris de Bernard Borderie
- 1953 : Jeunes Mariés, de Gilles Grangier
- 1954 : Orient-Express de Carlo Ludovico Bragaglia
- 1954 : Les femmes s'en balancent de Bernard Borderie
- 1955 : Fortune carrée de Bernard Borderie
- 1956 : Section des disparus de Pierre Chenal
- 1956 : Voici le temps des assassins de Julien Duvivier
- 1956 : Gervaise de René Clément
- 1957 : Tahiti ou la Joie de vivre de Bernard Borderie
- 1957 : Ces dames préfèrent le mambo de Bernard Borderie
- 1957 : Les Sorcières de Salem de Raymond Rouleau
- 1957 : Typhon sur Nagasaki d'Yves Ciampi
- 1958 : Mon gosse (Totò e Marcellino) d'Antonio Musu
- 1959 : Délit de fuite de Bernard Borderie
- 1959 : Mon pote le gitan de François Gir
- 1959 : La fièvre monte à El Pao de Luis Buñuel
- 1959 : Les Pionniers (Os Bandeirantes) de Marcel Camus
- 1960 : Comment qu'elle est de Bernard Borderie
- 1960 : Le Caïd de Bernard Borderie
- 1960 : Ravissante de Robert Lamoureux
- 1961 : Les Trois Mousquetaires de Bernard Borderie (1re époque : Les Ferrets de la reine ; 2e époque : La Vengeance de Milady)
- 1961 : La Guerre de Troie (La guerra di Troia) de Giorgio Ferroni
- 1962 : L'Œil du Monocle de Georges Lautner
- 1962 : Le Soleil dans l'œil de Jacques Bourdon
- 1962 : Lemmy pour les dames de Bernard Borderie
- 1963 : Du mouron pour les petits oiseaux de Marcel Carné
- 1963 : Fort du fou de Léo Joannon
- 1963 : À toi de faire... mignonne de Bernard Borderie
- 1963 : OSS 117 se déchaîne d'André Hunebelle
- 1963 : Symphonie pour un massacre de Jacques Deray
- 1964 : La Vie conjugale d'André Cayatte (1er volet : Jean-Marc ou la Vie conjugale ; 2e volet : Françoise ou la Vie conjugale)
- 1964 : L'Année du bac de José-André Lacour et Maurice Delbez
- 1964 : Le Repas des fauves de Christian-Jaque
- 1964 : Angélique Marquise des Anges de Bernard Borderie
- 1964 : Allez France ! de Robert Dhéry et Pierre Tchernia
- 1964 : Banco à Bangkok pour OSS 117 d'André Hunebelle
- 1965 : Par un beau matin d'été de Jacques Deray
- 1965 : Les Pianos mécaniques (Los pianos mecánicos) de Juan Antonio Bardem
- 1965 : Merveilleuse Angélique de Bernard Borderie
- 1965 : Pleins Feux sur Stanislas de Jean-Charles Dudrumet
- 1966 : Brigade antigangs de Bernard Borderie
- 1966 : La Nuit des adieux ou Troisième jeunesse de Jean Dréville et Isaak Menaker
- 1966 : Angélique et le Roy de Bernard Borderie
- 1967 : Le Samouraï de Jean-Pierre Melville
- 1967 : Indomptable Angélique de Bernard Borderie
- 1967 : Le Grand Dadais de Pierre Granier-Deferre
- 1968 : Angélique et le sultan de Bernard Borderie
- 1969 : La Maison de campagne de Jean Girault
- 1969 : Un merveilleux parfum d'oseille de Rinaldo Bassi
- 1970 : Des vacances en or de Francis Rigaud